# Richard R. Ernst
Richard Robert Ernst (14. srpna 1933, Winterthur, Švýcarsko – 4. června 2021, tamtéž) byl švýcarský fyzikální chemik a nositel Nobelovy ceny.

## Biografie
Narodil se ve Winterthuru ve Švýcarsku.
Vystudoval chemii na Federálním technologickém institutu v Curychu (ETHZ), kde promoval v roce 1957. Na téže instituci v roce 1962 získal doktorát Ph.D. za fyzikální chemii. Od roku 1963 do roku 1968 pracoval jako výzkumný chemik v Palo Alto v Kalifornii. V roce 1966 tam společně s americkou kolegyní R. R. Ernst objevil, že citlivost techniky nukleární magnetické rezonance (dosud omezená na analýzu pouhých několika jader) může být výrazně zvýšena tím, když se pomalé „ladění“ různých jader pomocí rozhlasových vln s pomalu se měnící frekvencí, do té doby tradičně používané v NMR spektroskopii, nahradí krátkými, intenzivními pulsy. Jeho objev umožnil dramatické zrychlení měření, uplatnění NMR spektroskopie i na mnohem menším množství materiálu a analýzu mnohem většího počtu různých typů jader.
V roce 1968 se vrátil do Švýcarska s cílem učit na své alma mater, na Federálním technologickém institutu v Curychu. V roce 1970 se stal docentem a v roce 1976 profesorem. Jeho druhým hlavním příspěvkem v oboru NMR spektroskopie je „dvourozměrná“ NMR, která umožnila studium mnohem větších molekul než bylo dříve možné, s vysokým rozlišením. Díky vylepšením profesora R. R. Ernsta jsou vědci schopni určit trojrozměrné struktury organických a anorganických sloučenin a biologických makromolekul jako jsou bílkoviny, studovat interakce mezi biologickými molekulami a látkami, kterými jsou obklopeny (například ionty kovů, molekuly vody a léků), identifikovat neznámé látky a studovat rychlost chemických reakcí.
Richard Ernst se zasloužil se také o mnoho vynálezů a je držitelem několika patentů ve svém oboru.
V roce 1991 mu byla udělena Nobelova cena za chemii, za jeho přínos k využití Fourierovy transformace ve spektroskopii nukleární magnetické rezonance (NMR) a za následný vývoj multi-dimenzionální NMR techniky – výzkum, který uskutečnil, když byl zaměstnán u firmy Varian Associates v Palo Alto v Kalifornii. Tyto metody jsou základem aplikací NMR jak v chemii (NMR spektroskopie), tak v medicíně, při zobrazování pomocí magnetické rezonance (Magnetic Resonance Imaging, MRI). V roce 1991 obdržel také cenu Louisy Grossové-Horwitzové.
Od roku 1998 byl na Federálním technologickém institutu emeritním profesorem. Byl členem vědecké rady „Světového dialogu znalostí“. Byl také nositelem čestného doktorátu Technické univerzity v Mnichově a Curyšské univerzity a čestným členem Bangladéšské akademie věd.
V roce 2009 byla na Bel Air festivalu představena světová premiéra dokumentárního filmu o R. R. Ernstovi v produkci Carla Burtoniho Věda + Dharma = Sociální odpovědnost (Science Plus Dharma Equals Social Responsibility), který se odehrává v Ernstově rodišti ve Švýcarsku.